# Sidaway Bridge
Le Sidaway Bridge est un pont suspendu américain à Cleveland, dans le comté de Cuyahoga, dans l'Ohio. Terminée en 1930, cette passerelle permet le franchissement du Kingsbury Run jusqu'en 1966, année de sa fermeture au public. Elle est inscrite au Registre national des lieux historiques depuis le 3 octobre 2022.